# 野田博
野田 博（のだ ひろし、1957年5月1日 - ）は、日本の法学者。専門は、商法・金融商品取引法。学位は、法学修士（一橋大学）。中央大学法学部教授、一橋大学名誉教授。旧司法試験第二次試験考査委員（商法）、新司法試験考査委員（商法）、司法試験予備試験考査委員を歴任。2006年第10回大隅健一郎賞受賞。京都府出身。
一橋大学大学院での指導教官は堀口亘。趣味は読書・焼酎。プロ野球では阪神タイガースのファン。体を動かすことが好きで、一橋大学ではバドミントン部の顧問を務めていたほか、テニス・卓球なども得意。

## 経歴[3]
- 1976年　京都府立須知高等学校卒業
- 1981年　中央大学法学部法律学科卒業
- 1983年　一橋大学大学院法学研究科（商法）修士課程修了、法学修士
- 1986年　一橋大学大学院法学研究科（商法）博士後期課程単位取得退学
- 1986年　小樽商科大学短期大学部 講師
- 1987年　小樽商科大学短期大学部 助教授
- 1991年　小樽商科大学商学部 助教授
- 1992年　一橋大学法学部 助教授
- 1997年　一橋大学法学部 教授
- 1998年　教科用図書検定調査審議会調査員
- 2000年　オックスフォード大学客員研究員、法政大学ボアソナード記念現代法研究所客員研究員
- 2002年　税務大学校本科研修講師
- 2003年　司法試験第二次試験考査委員（2006年まで）
- 2006年　日本私法学会理事（2008年まで）、司法試験考査委員（2010年まで）
- 2008年　日本海法学会理事（2016年まで）
- 2011年　国家公務員採用総合職試験専門試験専門委員、司法試験考査委員
- 2012年　自治大学校監査専門課程研修講師、司法試験考査委員（2013年まで）
- 2015年　東京都労働委員会公益委員
- 2016年　中央大学法学部教授
- 2021年　一橋大学名誉教授[4]

## 研究テーマ
- 企業結合法
- インサイダー取引
- 株式会社法の強行法規性
- コーポレート・ガバナンスにおける法規制、自主規制および社会規範の相互作用

## 主要業績
- 「会社法の見地からの企業結合形成段階の法規制について（1）・（2）」（商学討究（小樽商科大学）41巻4号、42巻1号）
- 「企業結合と利益相反取引規制」（一橋大学研究年報・法学研究27）
- 「証券アナリストへの自発的開示とインサイダー取引」（一橋論叢117巻1号、118巻1号）
- 「会社法規定の類型化における『enabling規定』の位置とその役割・問題点」（一橋論叢122巻1号、123巻1号）
- 「取締役の利益相反行為と社外取締役」（法学新報108巻9・10号）

## 所属学会
- 日本私法学会 （国内）
- 経済法学会 （国内）